# 台湾総督府法院

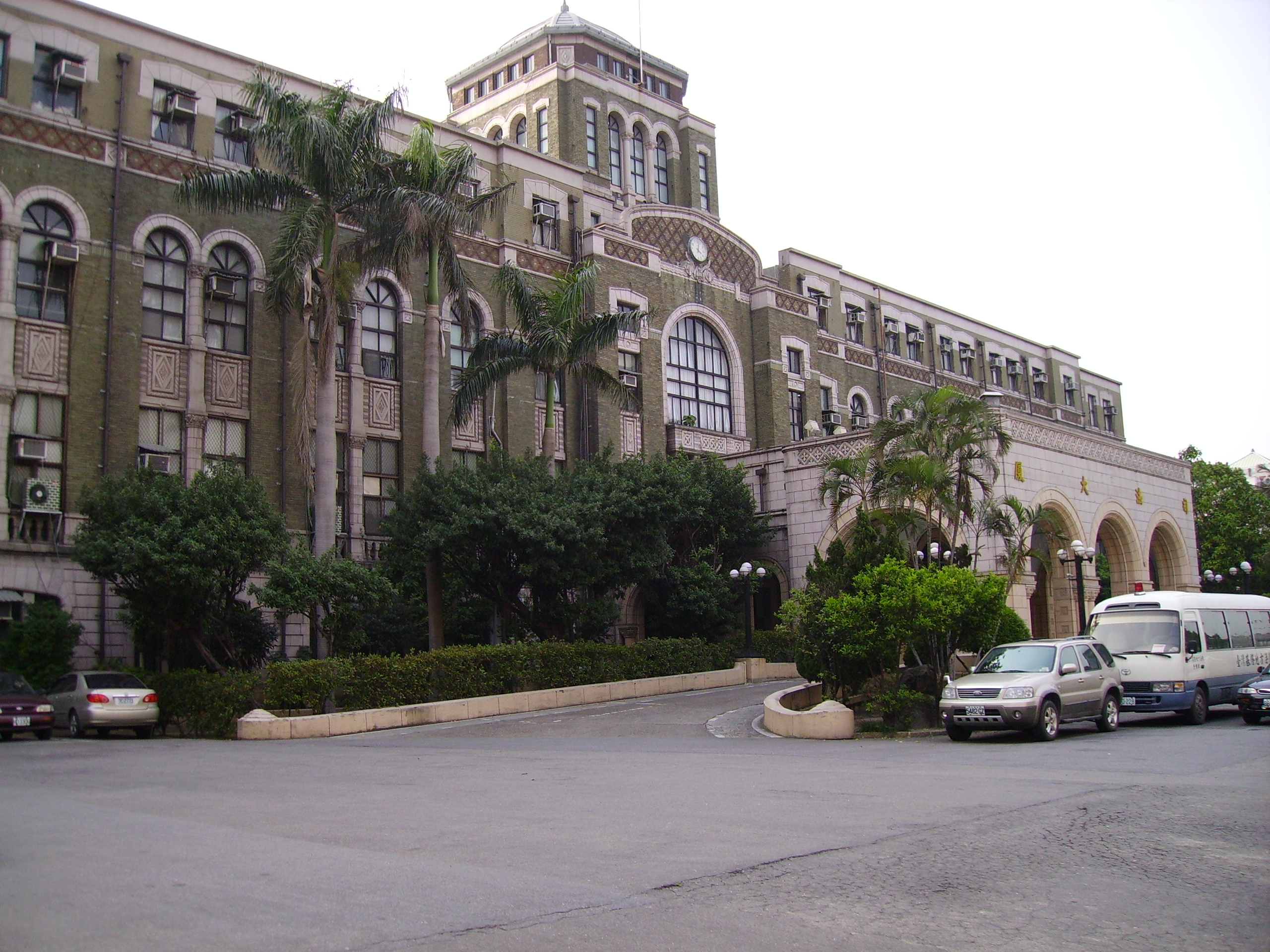
旧台湾総督府高等法院庁舎・現：司法院「司法大廈」

台湾総督府法院（たいわんそうとくふほういん）は、台湾総督府の管轄下にあった裁判所である。

## 沿革
1895年（明治28年）5月、台湾総督府が設置され、近代的司法制度の導入を図り、同年10月7日に台湾総督府により「台湾総督府法院職制」（日令第17号）を発令した。台湾総督府法院を台北に設置、台湾各地に11の支部を整備した。当時の司法制度は一審制で、裁判官は審判官と呼称され、刑事民事の訴訟について主任審判官が単独で審判を行った。
1896年（明治29年）4月、軍政が廃止され民政に移行すると、同年7月15日に「台湾総督府法院条例」（明治29年5月1日律令第1号）が施行され、総督府法院に高等法院、覆審法院、地方法院を置き三審制が実施された。それにともない台湾各地に13ヶ所の地方法院が設置され、高等法院と覆審法院を台北に置いた。裁判官は判官と呼称され、各法院に検察官が置かれた（ただし、検察官不在の法院もあり）。なお、政治的な事案については、同年7月11日に「台湾総督府臨時法院条例」（明治29年律令第2号）を施行し、総督の権限で一審制の臨時法院を開設できるものとした。
1898年（明治31年）7月19日、「台湾総督府法院条例」の全部改正（明治31年律令第16号）により、高等法院を廃止、二審制への変更が行われ、各法院に検察局を置いた。その際に地方法院は台北のほかに台中及び台南の3ヶ所となり、宜蘭と新竹の地方法院は台北地方法院の出張所の扱いとなった。1904年（明治37年）3月には台中地方法院が台北の出張所に一時改編されたが、こちらは1909年（明治42年）10月に独立した地方法院に戻されている。
1899年（明治32年）1月16日、第13回帝国議会に、政府より「台湾総督府法院ノ判決ニ対スル大審院ノ裁判権ニ関スル法律案」が提出された。内容は、台湾総督府覆審法院の判決に対して大審院への上告を認めるもので、これが成立すれば台湾総督府法院も、内地と同じく大審院を頂点とする体系に組み込まれることになるものであった。この法案は、2月24日に衆議院で可決されたが、3月1日に貴族院で否決され廃案となった。
1919年（大正8年）8月8日、「台湾総督府法院条例」の改正（大正8年律令第4号）により、再び三審制とし、高等法院と地方法院を置き、高等法院を覆審部と上告部に区分した。地方法院に支部と出張所、支部に出張所を置いた。また、「台湾総督府臨時法院条例」を廃止し、担当事案は高等法院上告部の管轄とした。
1921年（大正10年）3月、南部支那ニ於ケル領事官ノ裁判ニ関スル法律（大正10年3月30日法律第25号）が公布施行され、中国福建省、広東省及び雲南省における日本領事裁判の控訴を、台湾総督府高等法院覆審部で取り扱うこととし、領事裁判の上級裁判所として機能するようになった。
1927年（昭和2年）7月3日、「台湾総督府法院条例」の改正（昭和2年律令第4号）により、地方法院に単独部と合議部を置いた。単独部は内地の区裁判所に、合議部は地方裁判所にあたるもので、合議部において単独部の行った裁判の第二審事件を取り扱った。
1938年（昭和13年）5月4日、新竹支部が新竹地方法院に昇格し、当時の新竹州（現在の桃園市、新竹県、新竹市、苗栗県）が新たに新竹地方法院の管轄となった。
1943年（昭和18年）2月24日、裁判所構成法の特例である裁判所構成法戦時特例（昭和17年法律62号）が台湾に施行され、第一審の民事刑事の特種事件については、控訴を禁じて直接上告ができるものとされた。また、同年10月31日、裁判所構成法戦時特例が改正され、台湾での施行は同年11月15日に行われた。その内容は、民事裁判の第一審裁判の全ての控訴が廃止され、地方法院または同支部の単独部の第一審に対する上告について、その裁判権の管轄を高等法院覆審部とするものであった。

## 組織
1895年10月
- 台湾総督府法院
  - 本院（台北）

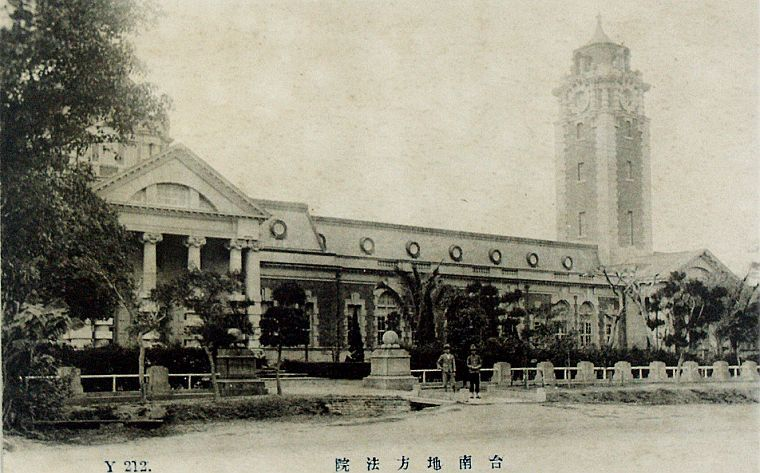
旧台南地方法院

  - 支部 - 宜蘭・新竹・苗栗・彰化・雲林・埔里社・嘉義・台南・鳳山・恒春・澎湖島

1896年7月
- 高等法院（台北）
  - 覆審法院 - 台北
    - 地方法院 - 台北・新竹・宜蘭・台中・彰化・苗栗・雲林・埔里社・台南・嘉義・鳳山・恒春・澎湖島

1898年7月
- 覆審法院（台北）
  - 地方法院
    - 台北 - 出張所：新竹・宜蘭
    - 台中
    - 台南 - 出張所：嘉義・鳳山・澎湖

1919年8月
- 高等法院（台北）上告部
  - 高等法院覆審部
    - 地方法院
      - 台北 - 出張所
        - 新竹支部 - 出張所
        - 宜蘭支部 - 出張所

      - 台中 - 出張所
      - 台南 - 出張所
        - 嘉義支部 - 出張所

1943年7月
- 高等法院（台北）上告部
  - 高等法院覆審部
    - 地方法院
      - 台北
        - 宜蘭支部
        - 花蓮港支部

      - 新竹
      - 台中
      - 台南
        - 嘉義支部

      - 高雄

検察官
検察官は、法院検察局に所属した。これは、当時の日本内地と同様である。検察局の長として検察官長が置かれた。
- 高等法院検察局
  - 地方法院検察局
    - 地方法院支部検察局

## 歴代法院長
| 氏名       | 在任期間                        | 備考       |
| 高等法院長 | 高等法院長                      | 高等法院長 |
| ---------- | ------------------------------- | ---------- |
| 高野孟矩   | 1896年5月13日 - 1897年10月1日   |            |
| 水野訓和   | 1897年10月1日 - 1898年7月20日   |            |
| 覆審法院長 |                                 |            |
| 水野訓和   | 1898年7月20日 - 1899年9月1日    |            |
| 山口武洪   | 1899年9月1日 - 1899年9月21日    | 事務取扱   |
| 今井艮一   | 1899年9月21日 - 1900年2月3日    |            |
| 鈴木宗言   | 1900年2月3日 - 1900年8月1日     | 心得       |
| 鈴木宗言   | 1900年8月1日 - 1907年8月1日     |            |
| 石井常英   | 1907年8月1日 - 1917年7月13日    | 死去       |
| 高田富蔵   | 1917年7月13日 - 1917年8月11日   | 事務取扱   |
| 谷野格     | 1917年8月11日 - 1919年8月10日   |            |
| 高等法院長 |                                 |            |
| 谷野格     | 1919年8月10日 - 1923年8月20日   |            |
| 杉坂実     | 1923年8月20日 - 1924年3月8日    |            |
| 相原祐弥   | 1924年3月8日 - 1928年5月22日    |            |
| 後藤和佐二 | 1928年5月22日 - 1933年9月5日    |            |
| 竹内佐太郎 | 1933年9月5日 - 1935年11月13日   |            |
| 斎藤三郎   | 1935年11月13日 - 1937年12月27日 |            |
| 伴野喜四郎 | 1937年12月27日 - 1941年11月20日 |            |
| 池内善雄   | 1941年11月20日 - 1945年8月9日   |            |
| 高野正保   | 1945年8月9日 -                  |            |

## 歴代検察官長
| 氏名             | 在任期間                        | 備考             |
| 覆審法院検察官長 | 覆審法院検察官長                | 覆審法院検察官長 |
| ---------------- | ------------------------------- | ---------------- |
| 川淵龍起         | 1898年7月20日 - 1899年11月8日   | 心得             |
| 尾立維孝         | 1899年11月8日 - 1909年11月5日   |                  |
| 手島兵次郎       | 1909年11月5日 - 1916年10月7日   |                  |
| 菅野善三郎       | 1916年10月7日 - 1919年8月10日   |                  |
| 高等法院検察官長 |                                 |                  |
| 菅野善三郎       | 1919年8月10日 - 1924年9月21日   |                  |
| 後藤和佐二       | 1924年11月13日 - 1928年5月22日  |                  |
| 岩松玄十         | 1928年5月22日 - 1929年8月10日   |                  |
| 竹内佐太郎       | 1929年8月10日 - 1933年9月5日    |                  |
| 伴野喜四郎       | 1933年9月5日 - 1937年12月27日   |                  |
| 古山春司郎       | 1937年12月27日 - 1942年10月23日 |                  |
| 中村八十一       | 1942年10月23日 - 1945年9月3日   |                  |
| 下秀雄           | 1945年9月3日 -                  |                  |